# Pierre Gassendi
Pour les articles homonymes, voir Gassendi (homonymie).
Pierre Gassend, connu surtout sous le nom de Pierre Gassendi, né à Champtercier (près de Digne-les-Bains) le 22 janvier 1592 et mort à Paris le 24 octobre 1655, est un mathématicien, philosophe, théologien et astronome français. Il est notamment connu pour : avoir réintroduit la notion d'atome ; avoir défendu l'existence du vide ; être le premier à avoir réalisé en 1641 l'expérience sur la chute d'une pierre du haut du mât d'un navire en mouvement, expérience ayant permis de vérifier l'affirmation de Galilée (1564-1642) selon laquelle la pierre lâchée du haut du mât d'un navire tombera au pied du mât que le navire soit au repos ou animé d'un mouvement de vitesse constante,.

## Biographie
La légende veut que Pierre Gassendi ait commencé à se passionner pour les beautés du ciel en gardant les troupeaux de ses parents pendant la nuit. Enfant, il suit les cours des écoles de Digne, et fait preuve de grandes dispositions pour les langues et les mathématiques. Il s'inscrit par la suite à l'université d'Aix-en-Provence, où il suit l'enseignement philosophique de Philibert Fezaye, qu'il remplaçait quand Fezaye ne pouvait sortir de chez lui.

### Premières années
En 1612, le collège de Digne lui demande quelques conférences de philosophie.
En 1614, Gassendi obtient son doctorat en théologie à Avignon. Il est nommé chanoine de Digne.
En 1617, il entre dans les ordres. Il est nommé professeur de rhétorique au collège de Digne.
En 1618, Gassendi note ses premières observations du ciel lors de l'apparition d'une comète « à tête crépue ». Il entre en relation avec l'astronome Joseph Gaultier de la Vallette (1564–1647).
En 1620, il établit les tables de la position de Jupiter par rapport aux étoiles fixes.
L'année suivante, il donne leur nom aux aurores boréales.
De 1622 à 1623, Gassendi est nommé professeur de philosophie au collège d'Aix. Il en est chassé, semble-t-il, par l'arrivée en 1621 des jésuites, par lettre patente de Louis XIII.
Le 14 avril 1623, il observe une éclipse de Lune à Digne. La même année, il décrit les positions de la planète Mars.
Il se rend à Grenoble, où il publie en 1624, contre les aristotéliciens, ses Exercitationes paradoxicæ versus Aristoteleos, son premier livre, rédigé en 1622. Cette rupture avec l'aristotélisme prépare celle, douze ans plus tard, de Descartes dans son Discours de la méthode. 
En 1625, Gassendi est à Paris ; il observe la position de Vénus depuis le pont Neuf et une éclipse avec Claude Mydorge. En avril, il retourne dans le Midi. 
En 1626, il devient le prévôt de la cathédrale Saint-Jérôme de Digne ; mais dès lors sa vie se confond avec ses observations astronomiques ; il est un inlassable collectionneur d'éclipses. Avec le philosophe Thomas Hobbes, Gassendi partage ses critiques de Descartes ; il est en rapport avec tous les grands astronomes de son temps : Kepler, Riccioli, Hortensius, Hévélius… sa renommée s'étend jusqu'à Prague, Dantzig, Leyde et Bologne. Ses observations sont menées en grande partie en étroite liaison avec son ami le conseiller au Parlement Nicolas-Claude Fabri de Peiresc auprès duquel il passe ses années de transition.  
À Galilée, il écrit le 20 juillet 1625 : 

« Tout d'abord, ami Galilée, je voudrais que vous soyez bien convaincu du plaisir de l'âme avec lequel j'embrasse votre opinion en astronomie, sur le système de Copernic. Les barrières d'un monde assurément vulgaire sont brisées. L'esprit libéré erre à travers l'immensité de l'espace. Peut-être conviendrait-il que vous publiiez votre travail. En le cachant vous feriez une grave injure aux lettres et à ceux qui s'adonnent aux sciences les plus divines… Si une résolution bien arrêtée, ou la destinée, vous imposent une réserve telle que vous ne puissiez même pas communiquer par lettre à vos amis ce que vous avez conçu, faites une exception pour moi. Laissez-moi espérer ou vous demander d'être votre correspondant. »

### Le temps des éclipses
En 1628, après un passage à Paris en mai, Gassendi voyage pendant neuf mois avec François Luillier et sur ses instances. Il arrive vers la fin de l'année en Flandres et en Hollande où il rencontre Isaac Beeckman, Thomas Hobbes et Henri Reneri. Il compose De Paraheliis à la demande de Peiresc et Examen de la doctrine de Fludd à celle de Mersenne.
En 1629, il tente de dissuader l'astronome-astrologue Jean-Baptiste Morin de publier une fausse théorie des marées ; il fait quelques observations sur les flocons de neige dont se servira ultérieurement Descartes.
Le 10 juin 1630, il observe à Paris une éclipse de Soleil quasi totale. Il contribue à populariser les thèses de Galilée, notamment par la publication de ses lettres De motu impresso a motore translato et De proportione qua gravia decidentia accelerentur.
Le 6 novembre 1631, toujours à Paris, Gassendi décrit le passage de Mercure devant le Soleil, annoncé par Kepler. Il tente de reprendre son expérience avec le passage de Vénus en décembre, mais le passage a lieu de nuit.
Le 27 octobre 1632, il décrit une éclipse de Lune à Lyon chez le frère du ministre-cardinal Armand de Richelieu.
Le 8 avril 1633, Gassendi se rend à la chapelle de Saint-Lazare, près de Digne, afin d'y observer une éclipse de Soleil.
En février 1634, il adresse une lettre de consolation à Galilée qui vient d'être condamné et auquel il conseille la patience.
Le 14 mars 1634, il est à nouveau à Digne pour y observer une éclipse de Lune. Le 9 avril de la même année, il se trouve à Aix pour observer Jupiter ; et le 11 septembre pour observer Mars.
En 1635, Gassendi est à Aix ; il y décrit la première éclipse de Lune de l'année.
En 1636, il mesure à Marseille la hauteur du Soleil au solstice d'été afin de reprendre les mesures effectuées dix-neuf siècles plus tôt par Pythéas le Massaliote.

### Après Peiresc
Peiresc meurt en 1637. Il écrira sa biographie et en gardera un profond chagrin.
Gassendi se lie avec le gouverneur de Provence, Louis de Valois, comte d'Alais et duc d'Angoulême qui devient alors son protecteur, mais il demeure essentiellement à Paris. Il y enseigne aux familles nobles et aux jeunes gens qu'elles protègent, Claude-Emmanuel Chapelle, le fils naturel de François Luillier, maître des Comptes et ses amis, François Bernier, Jean Hesnault, sans doute Cyrano de Bergerac. Molière, Boileau et La Fontaine, auraient suivi son enseignement. Il est en correspondance avec le père Mersenne.
Le 18 octobre 1641, il observe une éclipse de Lune de l'abbaye de Saint-Germain. La même année, il illustre à Marseille par une expérience de physique les théories de Galilée sur la chute des corps. Un curieux narre la scène  :

« M. Gassendi ayant été toujours si curieux de chercher à justifier par les expériences la vérité des spéculations que la philosophie lui propose, et se trouvant à Marseille en l'an 1641 fit voir sur une galère qui sortit exprèz en mer par l'ordre de ce prince, […] qu'une pierre laschée du plus haut du mast, tandis que la galère vogue avec toute la vitesse possible, ne tombe pas ailleurs qu'elle ne feroit si la même galère étoit arrêtée et immobile. »

En cette année 1641, Gassendi est élu à l'agence générale du clergé de France. Une position officielle parmi les plus importantes car elle fait le lien entre l'Église et les séculiers. Il rencontre Thomas Hobbes. En mars, il reçoit les Méditations de Descartes ; leur querelle commence véritablement à cette occasion. Descartes répond à Mersenne qu'il « méprise » ce pauvre homme qui « n'a pas le sens commun et ne sait en aucune façon raisonner ».
Après la réponse de Descartes à ses objections, il publie ses Instances, que fait imprimer son ami Sorbière et auxquelles Descartes répondit par une lettre à son éditeur.
Le 14 avril 1642, Gassendi observe une éclipse de Lune de l'hôtel de Thou. Mersenne l'engage à porter la contradiction à Jean-Baptiste Morin qui a attaqué son De motu impresso une translato motore.
Le 27 septembre 1643, il observe une éclipse de Lune à Sucy-en-Brie, en compagnie de l'abbé de Champigny et du président Molé.

### La consécration et la fin

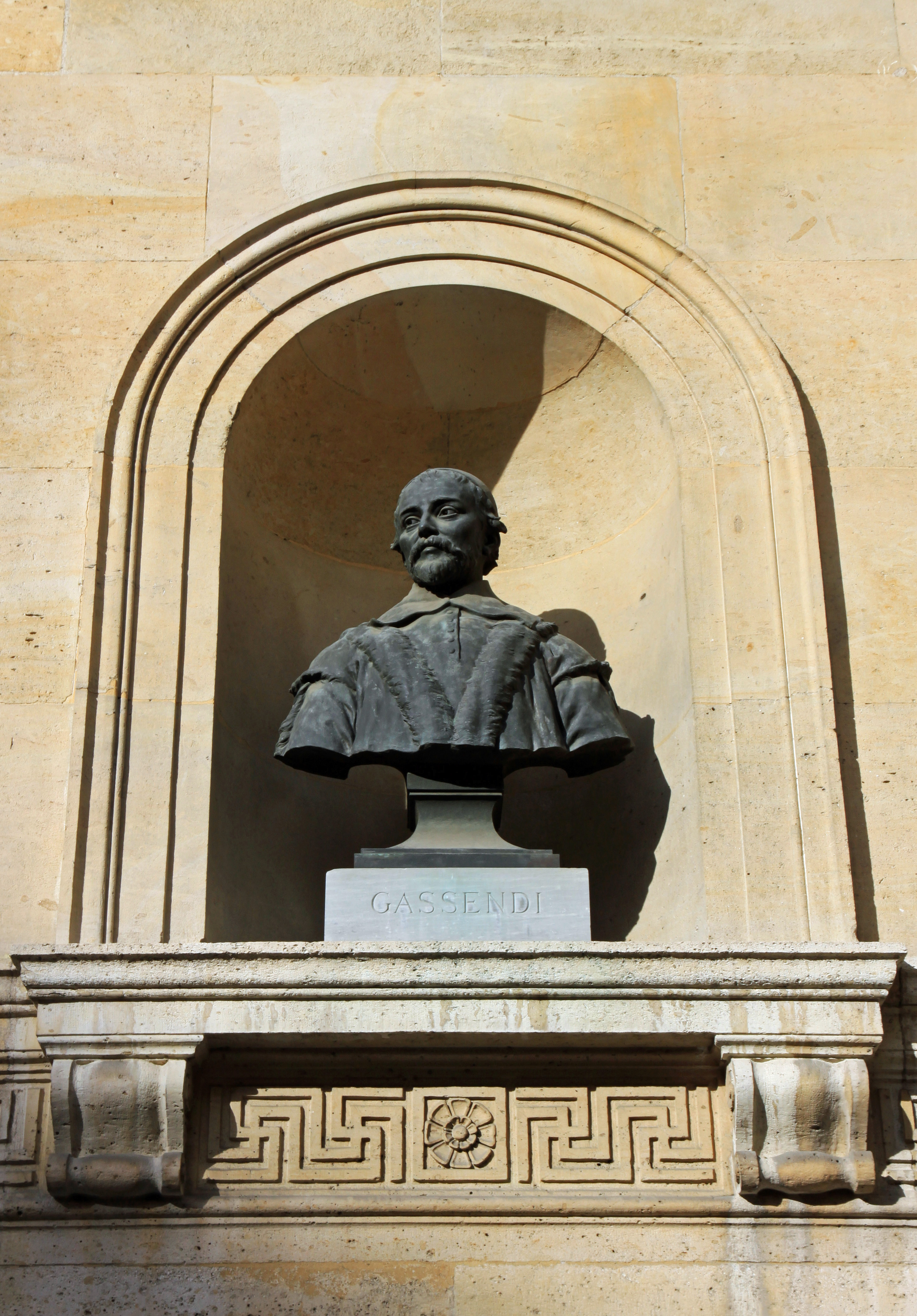
Buste de Gassendi dans la cour du Collège de France

En 1645, il est nommé professeur de mathématiques au Collège royal, il y enseigne l'atomisme d'Épicure et de Lucrèce. Pour lui, cette physique est compatible avec la doctrine chrétienne. Une de ses tâches est d'y lutter contre la croyance, ordinaire à l'époque, en les feux infernaux souterrains.
Le 30 janvier 1646, Gassendi observe encore une éclipse de Lune ; toujours en 1646, il publie, contre le jésuite Casrée, un livre sur l'accélération des graves. En 1647, il publie De Vita, moribus, et doctrina Epicuri libri octo. pour défendre la doctrine d'Épicure. L'année suivante, il se réconcilie officiellement avec Descartes (de passage à Paris) grâce aux bons soins de César d'Estrées. Tannery a évoqué un repas des trois philosophes, Descartes, Gassendi et Hobbes, réunis à la table du marquis de Newcastle.
En 1648, une maladie de poitrine le contraint à quitter Paris pour le Midi.
En 1649, il publie ses commentaires sur le dixième livre de Diogène Laërce et son  Syntagma philosophiae Epicuri. qui est son livre le plus célèbre. Il voyage en Provence, passe deux ans à Toulon où il retrouve son secrétaire, élève et protégé, François Bernier, revenu d'un long voyage en Europe de l'est.
Le 8 avril 1652, il détermine les diamètres apparents du Soleil et de la Lune qui selon lui, sont dans un rapport de 1 contre 1 000 à 1 028. L'année suivante il revient à Paris. Bernier y attaque Morin pour défendre Gassendi ; l'astrologue le fait menacer d'excommunication et Gassendi obtient de Bernier qu'il cesse sa dispute. Sorbière se propose de traduire la philosophie de Gassendi et d’Épicure mais la publication ne se fait pas et l'impression en est arrêtée pour complaire à Gassendi. En 1653, Gassendi publie ses vies de Tycho Brahe et de Copernic ainsi qu'une histoire de l'église de Digne.
Le 12 août 1654, Gassendi observe sa dernière éclipse dans le château de Montmor, au Mesnil-Saint-Denis.
Soigné par sept médecins, et de nombreux apothicaires, il reçoit douze saignées, sept purges et vingt-deux lavements avant de s'éteindre le 24 octobre 1655 entre les bras de son élève. Un monument de marbre blanc reçut sa dépouille dans la propre chapelle de son ami Montmor, en l'église Saint-Nicolas-des-Champs,  ce monument a été détruit durant la Révolution de 1793.

### L'homme
Selon le témoignage de ses contemporains, Gassendi se levait régulièrement à trois heures du matin, jamais plus tard que quatre heures, et quelquefois à deux. Il étudiait jusqu'à onze heures, à moins de recevoir une visite et se remettait à l'étude vers deux ou trois heures après midi jusqu'à huit. Il soupait légèrement (une tisane tiède, des légumes, rarement de la viande) et se couchait entre neuf et dix heures. On le disait pieux, et pratiquant avec scrupule ses devoirs de prêtre ; ses paroissiens l'appelaient le saint prêtre. Par sa pauvreté, sa modestie, sa douceur, son humanité, sa bienfaisance, sa charité et sa simplicité, il faisait figure d'un anachorète, vivant dans le monde selon la règle d'un monastère,. Peu d'auteurs ont imaginé qu'il s'agissait là d'une posture, ou d'un masque.

### La postérité
Henri Louis Habert de Montmor publia ses œuvres complètes à Lyon en 1658 et Bernier répandit sa doctrine en la vulgarisant. Déformée, la philosophie de Gassendi apparut dès lors comme celle d'un matérialiste. Les médecins Nicolas de Blégny, Guillaume Lamy, G.B. de Saint Romain (témoin des expériences sur le vide réalisées au Puy-de-Dôme) contribuèrent à forger cette image.
Le scepticisme de Saint-Evremond s'en réclame ; on en retrouve des échos chez Jean-Baptiste Vico en Italie et chez Martin Martinez en Espagne. En Angleterre, Francis Glisson reprend certaines de ses thèses. Sa pensée se confond au XVIIIe siècle avec celle des sensualistes, voire des libertins. L'épicurisme et l'atomisme de Pierre Gassendi sont mal connus, on ne conserve souvent de lui que sa défense de l'âme animale. Son article dans l'Encyclopédie court sur trente lignes. En 1852, une statue de bronze est érigée en son honneur dans sa ville natale. Il demeure néanmoins, selon le mot d'Edward Gibbon, « le plus grand philosophe parmi les hommes de lettres, et le plus grand homme de lettres parmi les philosophes ».

#### Éponymie
- Le cratère lunaire Gassendi honore sa mémoire[17].
- (7179) Gassendi, un astéroïde de la ceinture principale d'astéroïdes
- Un genre d'ammonite provençale lui a été dédié par Bert et al., 2006 : Gassendiceras.
- Il y a un musée Gassendi, boulevard Gassendi, à Digne-les-Bains[18], un Collège d'enseignement secondaire Gassendi dans la même ville, un collège Gassendi[19] à Rocbaron et une rue Gassendi à Paris et à Lille. Il existe aussi un boulevard Gassendi à Marseille dans le douzième arrondissement (quartier de Saint Barnabé).

## Travaux

### Sciences
De 30 ans plus jeune que Galilée, Gassendi s'est consacré en astronomie à l'observation et à la description du mouvement des planètes, des éclipses solaires et à l'évolution des taches solaires. Une de ses observations les plus marquantes a lieu le 7 novembre 1631 lors du passage de la planète Mercure devant le Soleil (un transit). Alors qu'on ne peut observer la planète à l'œil nu, il a l'idée de faire projeter son image sur une feuille de papier. Cela lui permet de se rendre compte de la petitesse de la planète. Il en a tiré une publication, Mercurius in Sole visus, Parisiis, pro voto et admonitione Kepleri.
Ses travaux portent également sur la propagation des sons ainsi que sur les lois du mouvement et de l'inertie, et en collaboration avec Pierre de Fermat sur l'étude des graves.
Opposé à l'astrologie, il entretint une querelle avec Jean-Baptiste Morin. Ce dernier alla jusqu'à prédire la mort prochaine du philosophe dès 1650.
Gassendi est aussi le principal théoricien de l'atomisme au XVIIe siècle. Après avoir longuement étudié entre 1633 et 1646 la vie et la doctrine d'Épicure, il publia en 1649 un traité dans ce domaine, les Animadversiones.

### Philosophie
À la recherche d'une voie moyenne entre dogmatisme et scepticisme, Gassendi s'attaque avec violence à Aristote dès sa première publication. En réalité, sa critique porte contre tous ceux qui prétendent avoir découvert quelque recette, innée, nécessaire et indubitable, relativement à la nature réelle des choses. Pour lui, tout le savoir provient de l'expérience sensible. Son courant de pensée tient du phénoménisme et de l'éclectisme. Gassendi est rationaliste et pragmatique. En particulier, il s'oppose à Descartes, auquel il reproche à la fois les idées innées, et sa théorie de l'animal-machine. Un animal a une « petite âme », écrit Gassendi (pour ajouter aussitôt : « Pas aussi grande que celle des hommes »). Sa préférence va à Hobbes, qu'il admire pour la force et la liberté de sa pensée.

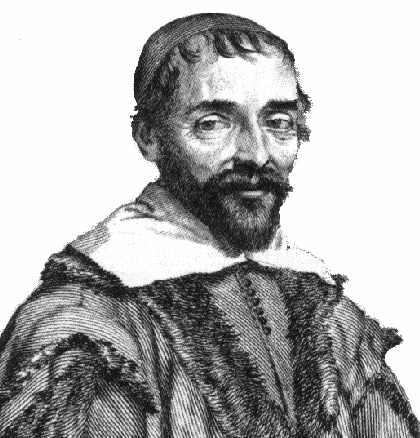
Pierre Gassendi.

De fait, Gassendi est l'héritier de moralistes, comme Pierre Charron et d'anti-aristotéliciens, comme Jean Louis Vivès et Pierre de La Ramée. Renouvelant Pyrrhon d'Élis, il prend ainsi le relais de Francis Bacon, auquel il emprunte de nombreux éléments de la « méthode » scientifique. De surcroît, il croit au vide (contrairement à Descartes) et aux atomes (alors que Descartes en tient pour les quatre éléments) ; il s'accorde avec la méthode expérimentale de Blaise Pascal et manifeste un sentiment très vif de la connaissance approchée. Fidèle à l'érudition des savants de la première moitié du XVIIe siècle, il s'oppose donc naturellement à la tabula rasa cartésienne.
À l'opposé des certitudes du philosophe de la Haye, Pierre Gassendi maintient un scepticisme curieux. Alors que Descartes explique l'Univers par sa vision mécaniste, Gassendi y devine une complexité sensible due à l'interaction des atomes et du vide.
Il demande à Descartes par quel mécanisme une âme immatérielle pourrait mouvoir un corps matériel ; questions qui irritent le philosophe de la Haye. D'autre part, Gassendi voudrait que soit reconnue à l'imagination une place aussi importante que celle de la raison ; que le doute cartésien demeure un doute sceptique et non une simple prétérition du discours. Leur querelle oppose deux philosophes d'égale renommée à l'époque mais Descartes en retour le traite avec mépris de philosophe charnel, de disciple d'Épicure. Dans ses lettres, il l'appelle mon très chair ou « bonne grosse bête », selon Tannery et Adam « ô Caro 
optima » dans le texte. Mais à ce jeu, Gassendi gagne l'avantage car, selon le mot d'Adolphe Franck, il sait mieux que Descartes railler sans blesser.
La démarche de Gassendi consiste en une tout autre approche que le cartésianisme. Elle est d'abord nominaliste, au sens double où :
- seuls les concepts sont universels ;
- il n'y a d'existence que singulière[29].

Ce point de vue réduit la philosophie des catégories substantialistes à néant, évacue la métaphysique et réclame dès lors de ne faire porter les raisonnements que sur la physique. Dans ce domaine, Gassendi adopte le point de vue de Démocrite et d'Épicure ; l'épicurisme de Gassendi est la solution aux apories que révèle son nominalisme. Il en retient la théorie corpusculaire et l'interprétation de la lumière. Contrairement à Descartes, pour qui le propre de la matière est l'étendue, Gassendi la relie à l'impénétrabilité. Cette profession de foi atomiste lui attire alors de sévères critiques de Campanella. Il se défend du coup du matérialisme dont on l'accuse en supposant ces atomes sensibles… Pour Gassendi, la matière est active ; ce qu'on a pu appeler un matérialisme dynamique. Il défend ce point de vue dans trois ouvrages : 
- De Vita, moribus et doctrina Epicuri libri octo (Lyon, 1647, in-4),
- De Vita, moribus et placitis Epicuri, seu Animadversiones in librum X Diogenis Laertii (Lyon, 1649, in-fol.; dern. édit., 1675)
- Syntagma philosophiae Epicuri (Lyon, 1649, in-4; Amsterdam, 1684, in-4).

Une autre version du livre VIII du De Vita, moribus et doctrina Epicuri, avec le titre De philosophia Epicuri universe, est conservée à la British Library, Ms. Harley 1677, ff. 1v – 55r; les livres IX – XI, sur la Canonique, écrits à Aix-en-Provence en 1636, ont été publiés en 2012 avec le titre la Logique de Carpentras par Sylvie Taussig, les livres XII – XXV dédiés à la Physique se trouvent à la Bibliothèque de Tours, Mss. 707-710.
Ce système, où les atomes sont mortels, mais l'âme non, est le ferment qui donnera naissance au sensualisme de Locke et de Condillac. Il va bien au-delà de son précurseur, l'archevêque polonais Guillaume de Sanok

### Théologie et cosmologie
Nominaliste (et si l'on veut, en ce sens, relativiste), Pierre Gassendi resta sa vie durant fidèle à l'Église et à la foi chrétienne. Autre paradoxe, il étudia toute sa vie Épicure, qu'il réinterpréta à la lumière de la science de son temps et de sa foi. Sa théologie s'exprime (autour d'Épicure), dans Du principe efficient, c'est-à-dire des causes des choses.
Sans aller, comme Giordano Bruno, jusqu'à défendre l'idée d'une pluralité de Mondes, théorie qu'il condamne en regard de ses conséquences théologiques, Gassendi, qui possédait un exemplaire de Immenso laisse affleurer dans ses ouvrages son accord avec l'aspect cosmologique des thèses du philosophe nolain, notamment l'idée que les étoiles sont d'autres soleils, éventuellement entourés de planètes. Il imagine également que ces étoiles sont dispersées dans l'univers mais pas forcément rangées en « couches » comme l'imaginait encore Johannes Kepler. Il envisage que ces planètes soient habitées, tout en mettant en garde contre les conceptions anthropomorphiques des conceptions du vivant.

### Musique
L'édition complète de ses œuvres en 1655 (rédigé en 1636) comprend entre autres un traité spéculatif intitulé Manuductio ad theoriam seu partem speculativam musicæ. Il s'agit d'une introduction à la théorie musicale assez convenue (intervalles, consonances, clefs, indications de mesure) et sans aspects pratiques, au contraire des œuvres théoriques de son époque (Harmonie universelle de Marin Mersenne par exemple). Gassendi insiste sur les fondements mathématiques des intervalles, des consonances et des modes.
Il comprend quatre parties :
1. les proportions universelles et leur conséquences harmoniques
2. les consonances et leurs proportions relatives ; dont on trouvera un commentaire pertinent sur le site consacré à Peiresc[33]
3. les genres musicaux (diatonique, chromatique, diatonique)

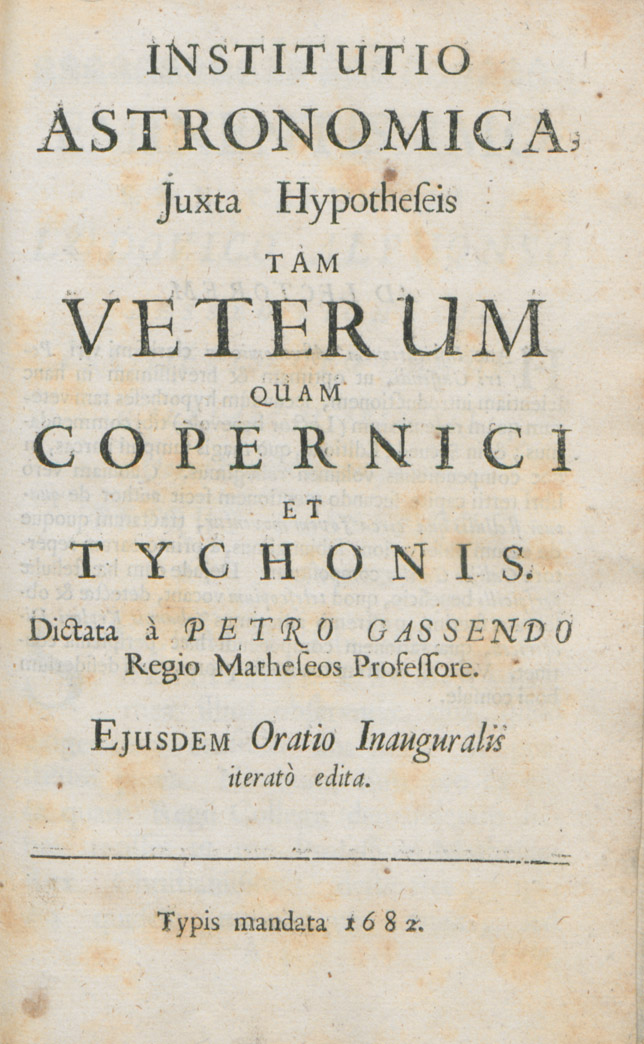
Institutio astronomica, 1683.

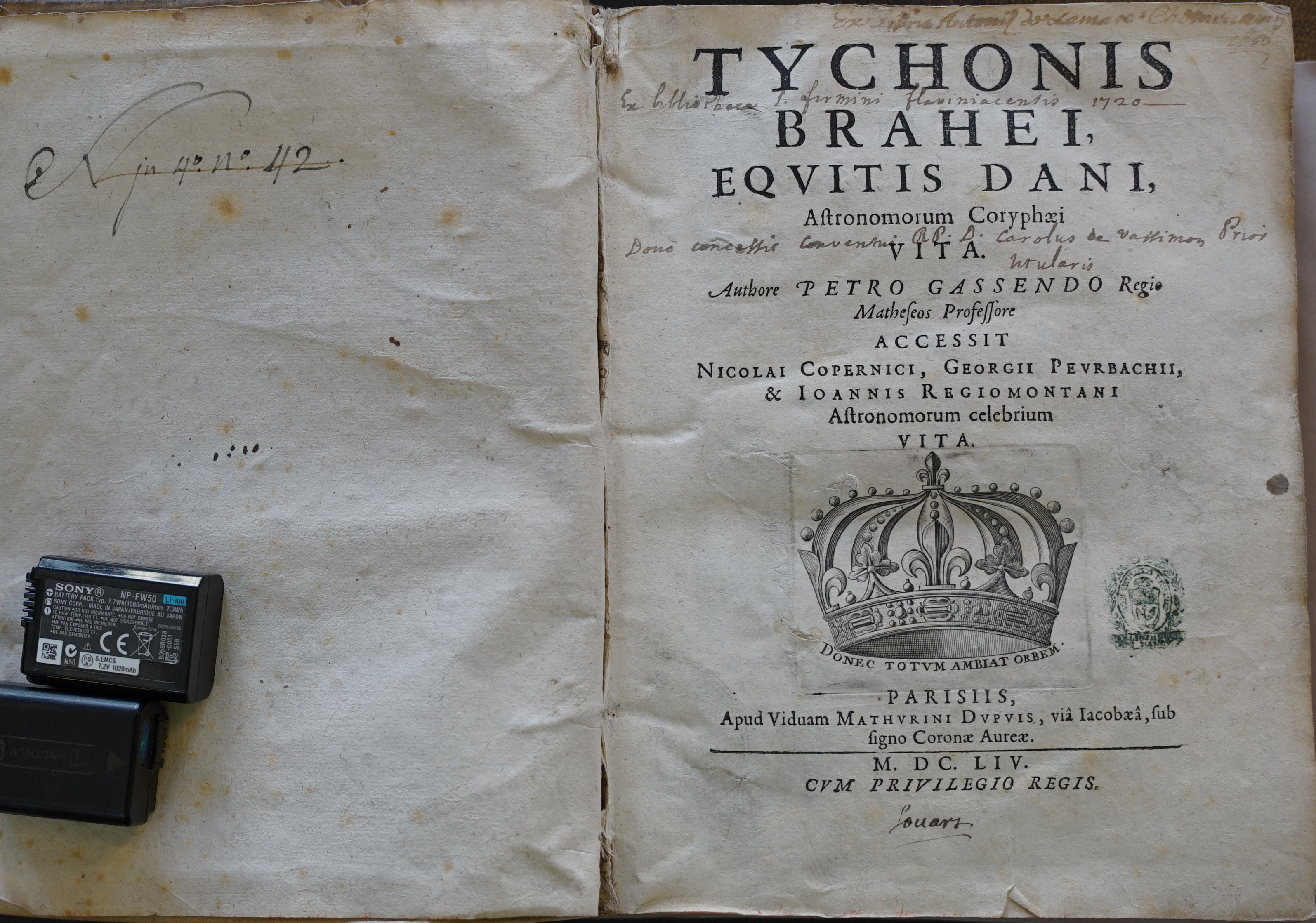
Son Tychonis Brahei..., 1654, Paris par Mathurin Dupuis.

4. les tons et modes de chant

## Œuvres
- Œuvres complètes (6 vol.) éditées par son ami et légataire Henri Louis Habert de Montmor, 1658. En latin, téléchargeable sur Gallica. voir ici les illustrations reprint Stuttgart-Bad Cannstatt: Friedrich Frommann Verlag, 1964.
- Tomus Primus : Syntagmatis philosophici, Pars Prima (Logica)
- Tomus Secundus : Syntagma philosophici, Pars Secunda (Physica)
- Tomus Tertius : Opuscula philosophica
- Tomus Quartus : Astronomica
- Tomus Quintus : Miscellanea
- Tomus Sextus : Epistolae
- Animadversiones in Librum X Diogenis Laërtii, 1649.
- Tychonis Brahei, equitis Dani, Astronomorum Coryphaei, vitae Accessit Nicolai Copernici, Georgii Peurbachii, & Joannis Regiomontani, Astronomorum celebrium, Vita, Hagae Comitum (La Haye), Vlacq, 1655.
- Institutio astronomica : iuxta hypotheses tam veterum quam Copernici & Tychonis , Amsterdam, 1680 (dernière édition corrigée et augmentée par Gassendi) ; numérisation e-rara de la Bibliothèque de l'École polytechnique fédérale de Zurich (Suisse).
- Exercitationes paradoxicae contra Aristoteleos, (1624) version bilingue, Paris, Vrin-reprise, 1959.
- Disquisitio metaphysica seu dubitationes et instantiae adversus Renati Cartesii metaphysicam et responsa, (1644) version bilingue, Paris, Vrin, 1986.
- Pierre Gassendi's Institutio Logica 1658, édition critique et traduction en anglais par Howard Jones. Assen, The Netherlands, Van Gorcum, 1981.
- Vie et mœurs d’Épicure par Pierre Gassendi, version bilingue, notes, introduction et commentaires par S. Taussig, Paris, Les Belles Lettres, 2005.
- Les Lettres latines de Gassendi, version bilingue, édition, introduction et notes en 2 vol. par S. Taussig, Turnhout, Brepols, 2004.
- Du principe efficient, c'est-à-dire des causes des choses, Syntagma philosophicum, Physique, section I, Livre 4, traduit du latin, présenté et annoté par Sylvie Taussig, Turnhout, Brepols, 2006.
- De la liberté, de la fortune, du destin et de la divination, (Syntagma philosophicum, Éthique, Livre III), traduction et annotation par Sylvie Taussig, Turnhout, Brepols, 2007.
- Initiation à la théorie ou partie spéculative de la musique, Manuductio ad theoriam seu partem speculativam musicæ, 1655, introduction, traduction et notes par Patrice Bailhache, Tornhout, Brepols, 2005.
- La logique de Carpentras, (1636) Texte, introduction et traduction par Sylvie Taussig, Turnhout, Brepols, 2012.
- Examen de la philosophie de Robert Fludd. Texte présenté, traduit et annoté par Sylvie Taussig, SÉHA - Archè, Paris - Milan, 2016.
- Gassendi La vie de Peiresc Ed Belin 1992